# Souvrství Sin-ke-čuang

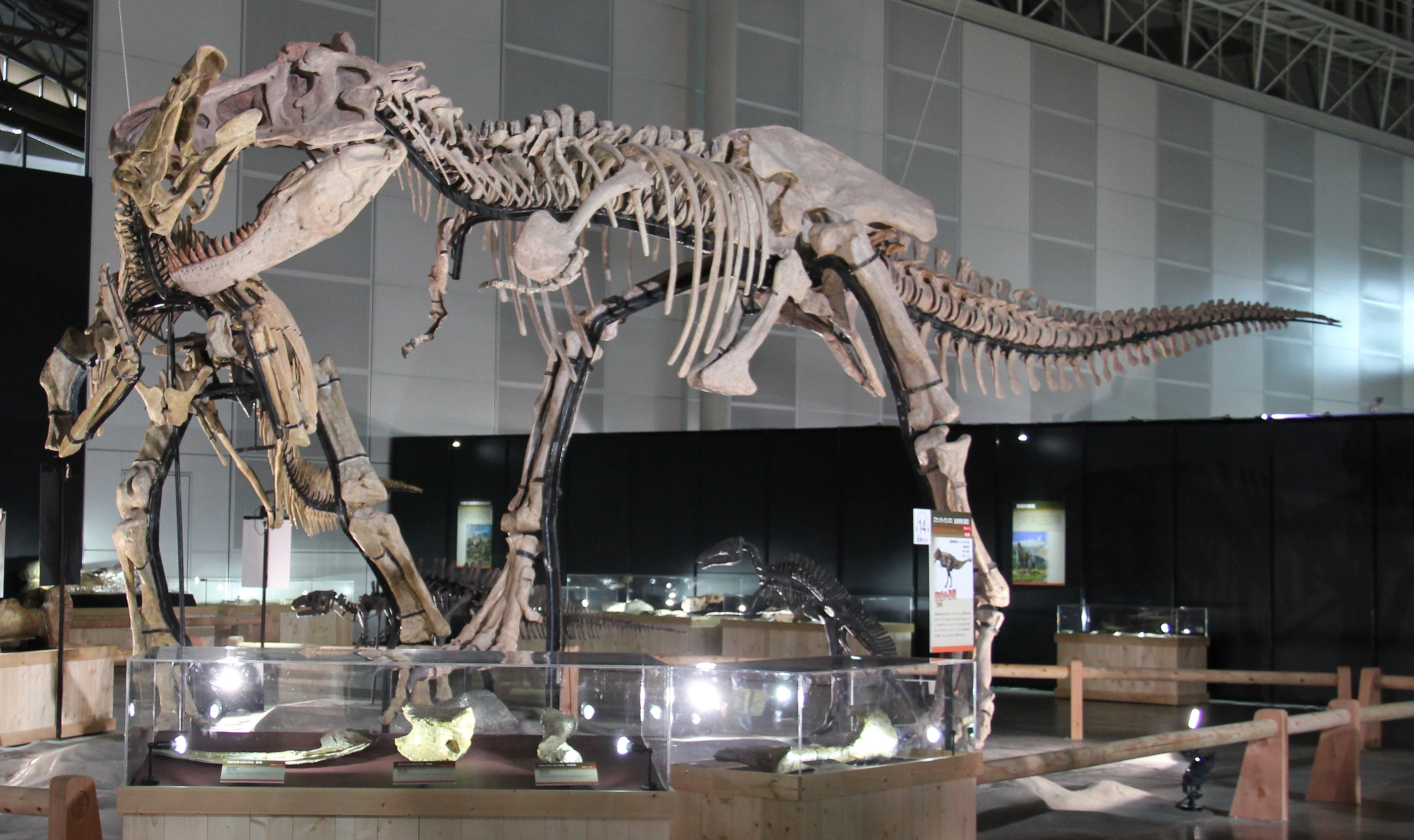
Dvojice koster dinosaurů, známých ze souvrství Si-ke-čuang - dravý Zhuchengtyrannus a býložravý Shantungosaurus.

Souvrství Sin-ke-čuang je geologickou formací, jejíž sedimentární výchozy se nacházejí na území východní Číny (provincie Šan-tung, oblast Ču-čcheng). Horniny z tohoto souvrství jsou datované do období pozdní svrchní křídy, mají stáří 77 až 70 milionů let (geologické věky kampán až maastricht). Mezi nejvýznamnější objevy fosilií z tohoto souvrství patří dinosauři, zatím bylo odtud formálně popsáno asi osm jejich platných rodů. Dalšími paleontologickými objevy jsou četné fosilie krokodýlovitých plazů a želv.

## Dinosauři známí z tohoto souvrství

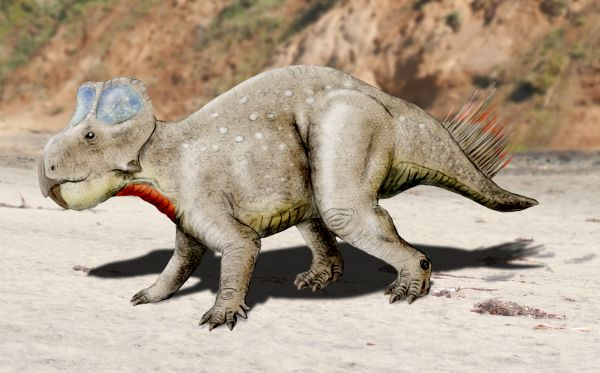
Rekonstrukce přibližného vzezření zástupce rodu Zhuchengceratops.

- Anomalipes zhaoi (oviraptorosaurní teropod)[2]

- Ischioceratops zhuchengensis (leptoceratopsidní rohatý dinosaurus)[3]

- Shantungosaurus giganteus (obří hadrosauridní ornitopod)[4]

- Sinankylosaurus zhuchengensis (ankylosaurní tyreofor)[5]

- Sinoceratops zhuchengensis (centrosaurinní rohatý dinosaurus)[6]

- Zhuchengceratops inexpectus (leptoceratopsidní rohatý dinosaurus)[7]

- Zhuchengtitan zangjiazhuangensis (saltasauridní sauropod)[8]

- Zhuchengtyrannus magnus (obří tyranosauridní teropod)[9]